# Kalid Ben Abdulmelik
Kalid Ben Abdulmelik al-Marvzi (arabsko خالد بن عبدالملك), arabski (perzijski ?) astronom, * okoli 890, † okoli 960.
Abdulmelik je bil temnopolti suženj, ki so ga pripeljali v Perzijo.
Skupaj z Ali Ben Isom je leta 827 meril dolžino poldnevniškega loka v arabskih laktih v dolini Tigra na severni zemljepisni širini 35° in s tem dobil za obseg Zemlje 40.248 km (41.436 km). Zemljepisne širine končnih točk sta določila iz višin zvezd v nebesnem horizontskem koordinatnem sistemu. Arabski laket je meril 49 1/3 cm. Za dolžino 1 poldnevnika sta dobila 111,8 km (115,1 km), ki se razlikuje od prave vrednosti za 850 m.